# Obijime
 (janvier 2022).
Si vous disposez d'ouvrages ou d'articles de référence ou si vous connaissez des sites web de qualité traitant du thème abordé ici, merci de compléter l'article en donnant les références utiles à sa vérifiabilité et en les liant à la section « Notes et références ».

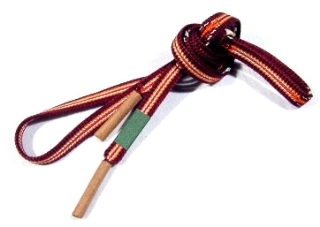
Obijime.

Un obijime (帯締め) est une corde utilisée pour fixer le obi (帯), c'est un accessoire essentiel à l'habillage en kimono traditionnel japonais pour femme.

## Histoire
L'utilisation de l'obijime remonte à la période d'Edo. Personnages populaire de l'époque, les acteurs de kabuki nouaient une corde autour de leur obi pour éviter que leur costume se défasse. Cette pratique fut imitée par les femmes chez qui elle devint en vogue, puis, du fait de sa commodité, l'utilisation de l'obijime se propagea dans la population. Dans certaines régions, cette corde était également appelée obitome-himo (帯とめ紐).
À cette époque, la corde utilisée était un marugukehimo (丸ぐけ紐) mais à partir de l'époque Meiji où le port du sabre fut interdit, la corde employée jusque-là pour attacher le sabre au obi, appelée kumihimo (組紐), fut utilisée comme obijime. Progressivement l'utilisation du marugukehimo se raréfia et l'emploi du kumihimo devint courant. De plus, la corde qui était courte durant la période Edo s'agrandit graduellement. Depuis la Seconde Guerre mondiale, de très longs obijime sont apparus. De nos jours, ces derniers mesurent généralement 150 cm.

## Formes
Les obijime peuvent être divisés en deux catégories. La première est celle des marugukehimo, des cordes faites de coton enroulé de tissu et la seconde, celle des cordes tressées, kumihimo (組み紐). Dans les kumihimo, il existe trois types de corde, les cordes rondes, maru-uchi (丸打ち), les cordes carrées, kaku-uchi (角打ち) et les cordes plates, hirauchi (平打ち).
Le kumihimo fut importé de Chine. Par la suite, la conception de cet accessoire est devenue un artisanat traditionnel japonais et un élément de culture de ce pays à part entière. Des centaines de milliers de livres furent publiés sur les méthodes de tissage variant pour changer le coloris, l'épaisseur et la forme des obijime.
Le matériel principal des cordes est des fils de soie teint et la confection de ces kumihimo nécessite une certaine compétence technique ainsi qu'une bonne concentration. Il existe de nos jours des obijime plus modernes où des perles de verre sont mélangées aux fils lors du processus d'assemblage, ce qui attire l'attention par leur éclat scintillant et est apprécié des personnes au style marqué. Les spécialistes dans la confection de cet accessoire sont aujourd'hui considérés comme des artisans traditionnels mais leur nombre diminue progressivement et dans plusieurs régions du Japon, les successeurs sont insuffisants.
Les marugukehimo d'été sont confectionnés à partir de gaze de soie et sont utilisés uniquement durant cette saison.
Jusqu'à présent, les kumihimo étaient portés sans distinction de saison. Néanmoins, depuis les années 1990, des modèles en dentelle sont apparus et se sont démarqués des kumihimo d'été. Parmi les tendances récentes, on retrouve l'utilisation, sans distinction des saisons, des yurugi (冠組), un type de corde au tissage particulier.
Ces dernières années, avec le développement des équipements de climatisation, l'obijime perlé s'est imposé quelle que soit la saison. En outre, bien qu'ils ne soient pas normalement utilisés pour les yukata (浴衣), au cours de la dernière décennie, on a constaté une augmentation de l'utilisation des obijime pour les yukata également.
Il existe également une corde fine et plate appelée sanbunhimo (三分紐) qui est utilisée avec l'obidome (帯留め).